# Sonnensee (Speyer)
Der Sonnensee ist ein See im nördlichsten Teil der Rheinniederung von Speyer. Er gehört zum Stadtteil Speyer-Nord und war der erste zum Zweck der Kiesgewinnung ausgebaggerte See im Binsfeld.
Der See ist 4,5 ha groß. Mit maximal 7 Meter Tiefe ist der Sonnensee der flachste aller acht Binsfeldseen.
Östlich von ihm liegt der See Binsfeld, nördlich getrennt durch die Straße Wildentenweg der Mondsee und westlich der Speyerlachsee.
Sein Westufer war mit zunächst etwa 500 m² großen Grundstücken der erste Bauabschnitt des Baugebietes Binsfeld. Erschlossen werden die Häuser am Westufer von der Straße Binsfeld, lange ein Feldweg, die auf dieser Höhe zwischen Sonnensee und Speyerlachsee verläuft. Die Grundstücke wurden zuerst vermietet, dann mit Bauverpflichtung als Erbbaurecht vergeben und später an die Erbbauberechtigten verkauft. Zwischen der Häuserreihe und dem See sollte ursprünglich ein öffentlicher Weg verlaufen, der aber, da das Ufer sehr steil ist, erhebliche Erdarbeiten erfordert hätte. Der Uferstreifen wurde dann an die Hauseigentümer verkauft.
Das flache Nordufer wurde später in Einzelstücken für 30 Jahre verpachtet und durchgehend bebaut. Es wird vom Wildentenweg erschlossen. Nach Anlauf der Mietverträge werden die Grundstücke mit Häusern verkauft.
Das mittlere flache Ostufer war früher der beliebteste öffentliche Badestrand, das Südufer naturbelassen. An der Südostecke befindet sich ein Kiosk und eine öffentliche Toilettenanlage, der gegenüber sich das Vereinsheim des DLRG befindet.
Zwischen Sonnensee und dem See Binsfeld nördlich des Kiosk wurde ein überbrückter Durchstich angelegt, der Fischen ermöglichen sollte, das flache Wasser des Sonnensees zum Laichen zu nutzen. Der Durchstich ist verlandet.

## Fauna
Der See wird meist bevölkert von Stockenten und Blesshühnern. Im Frühjahr kämpfen Schwäne um den See als Brutrevier. In der Regel zieht ein Schwanenpaar auf dem See Junge auf. Der See wird von Kanadagänsen besucht, die ihren Hauptstandort im benachbarten See Binsfeld haben.

## Galerie

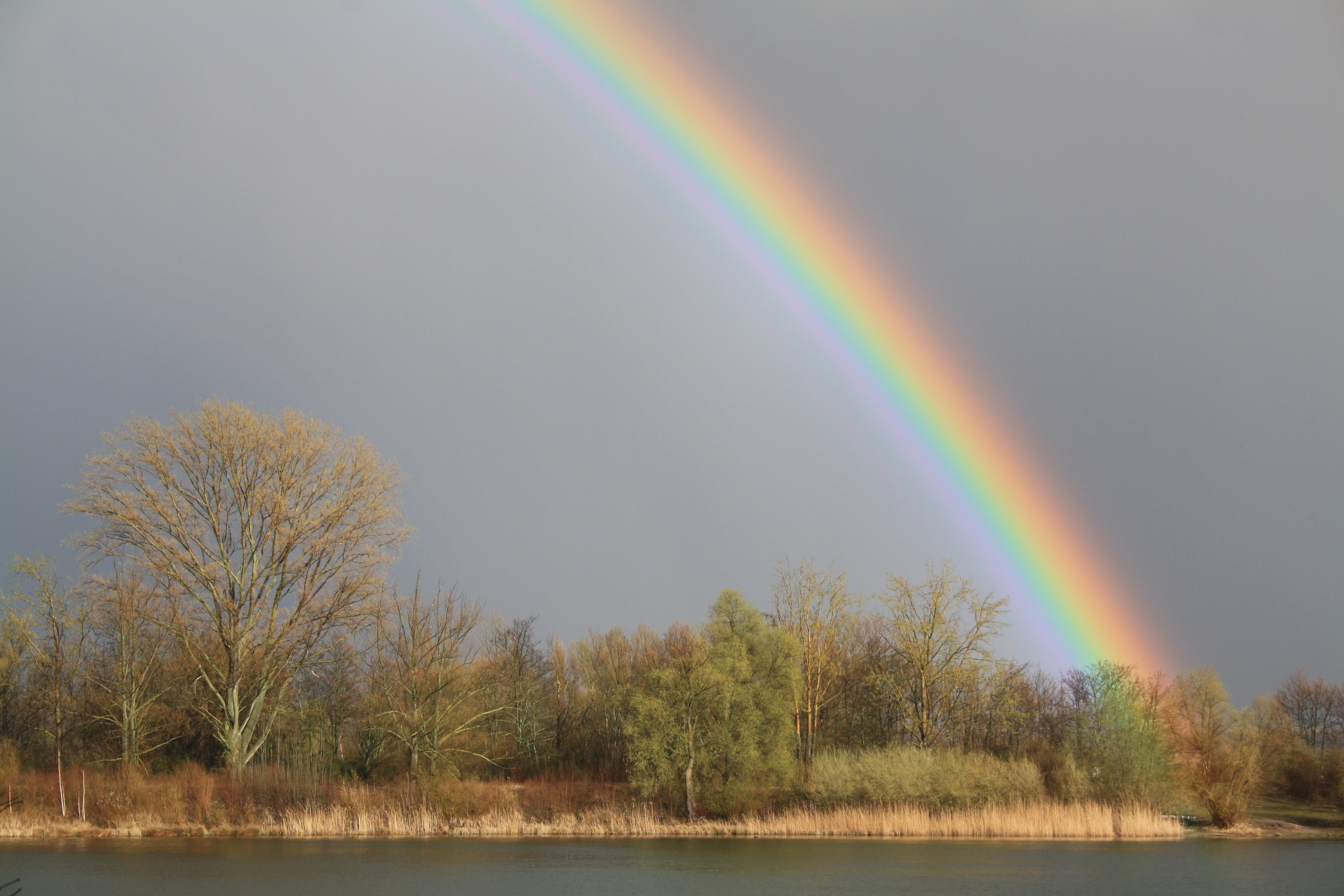
Regenbogen über dem Sonnensee, Blick auf das mittlere Ostufer
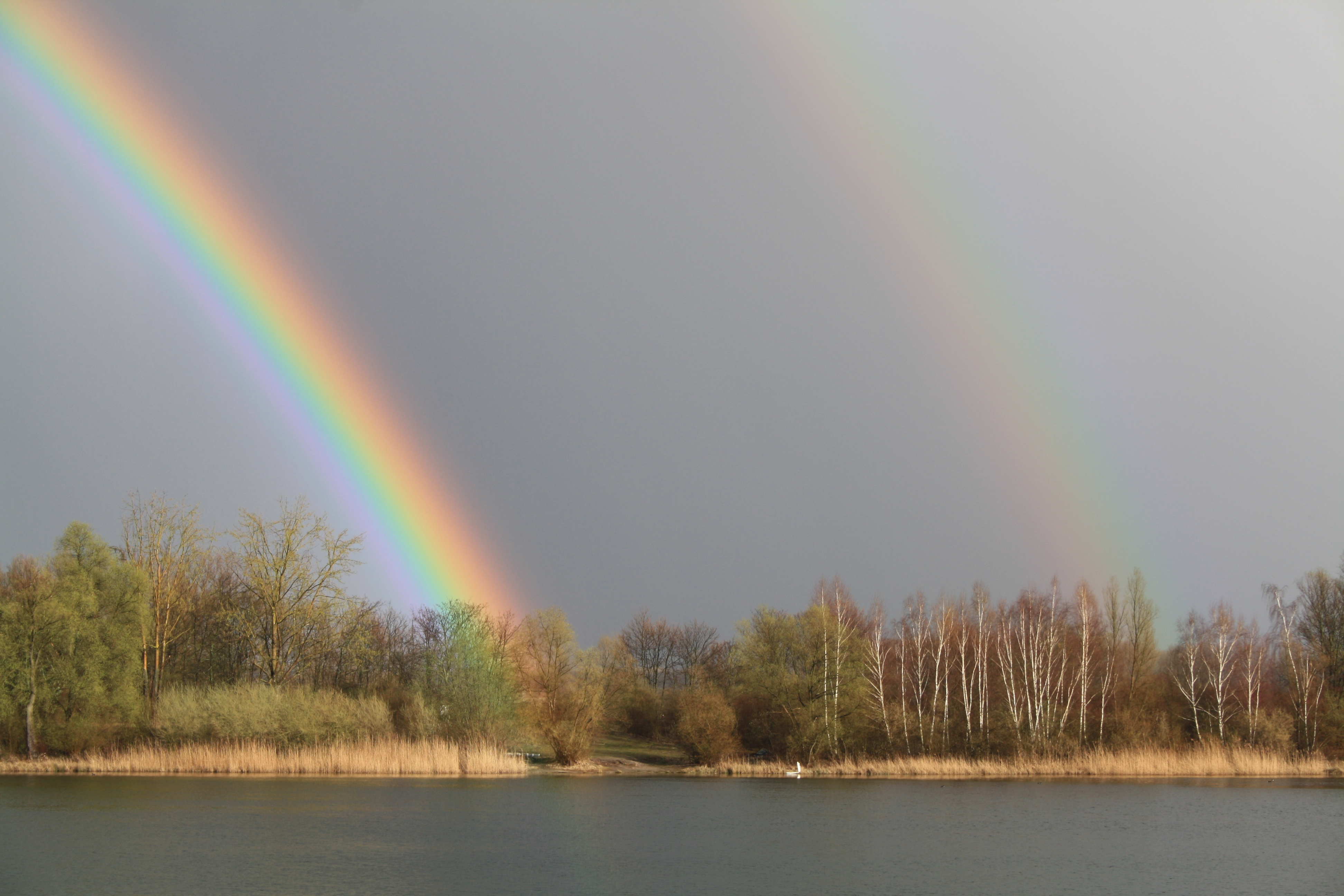
Blick auf den Doppelregenbogen
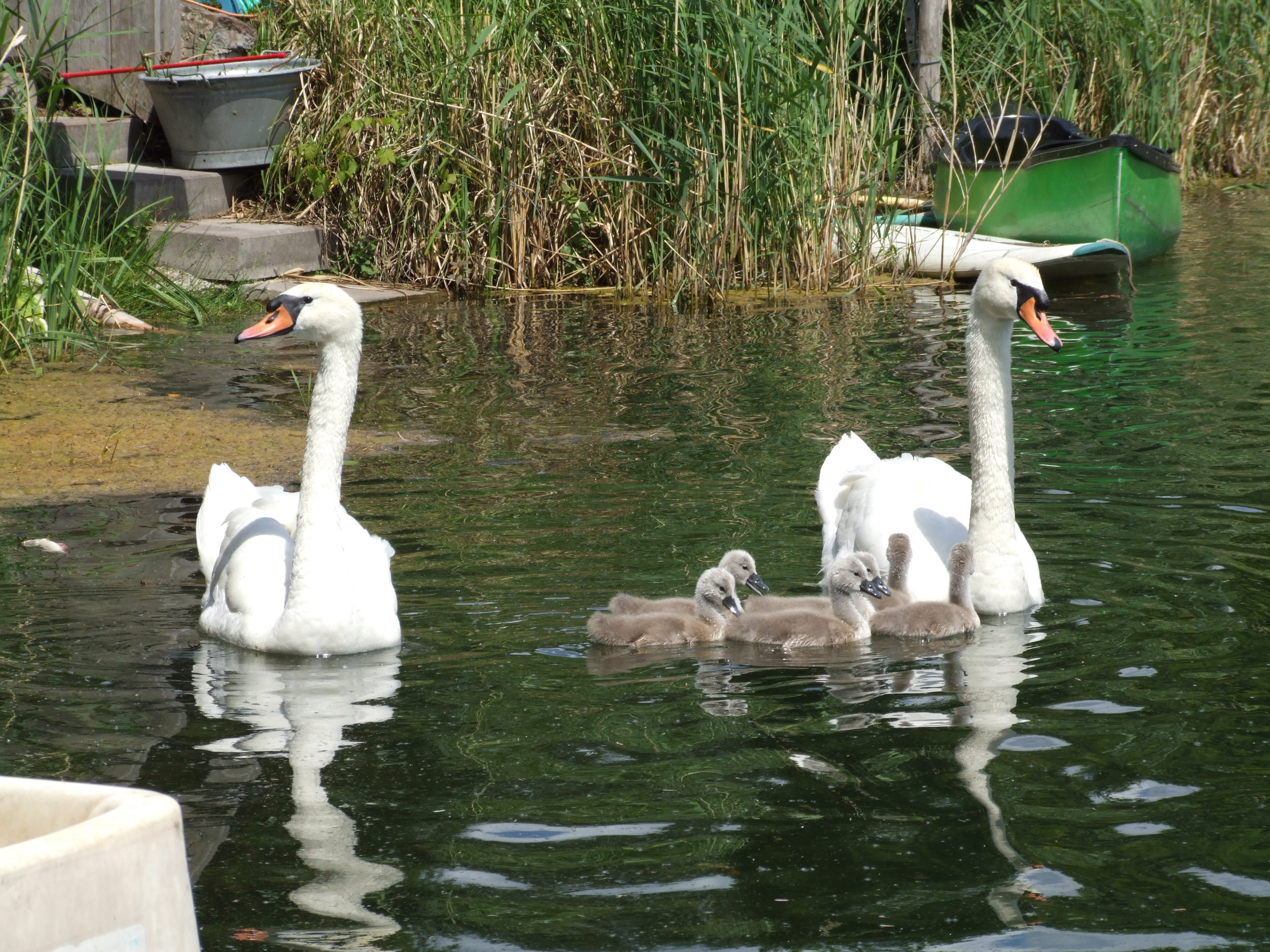
Schwanenpaar mit Jungen im Sonnensee, Nordwestecke
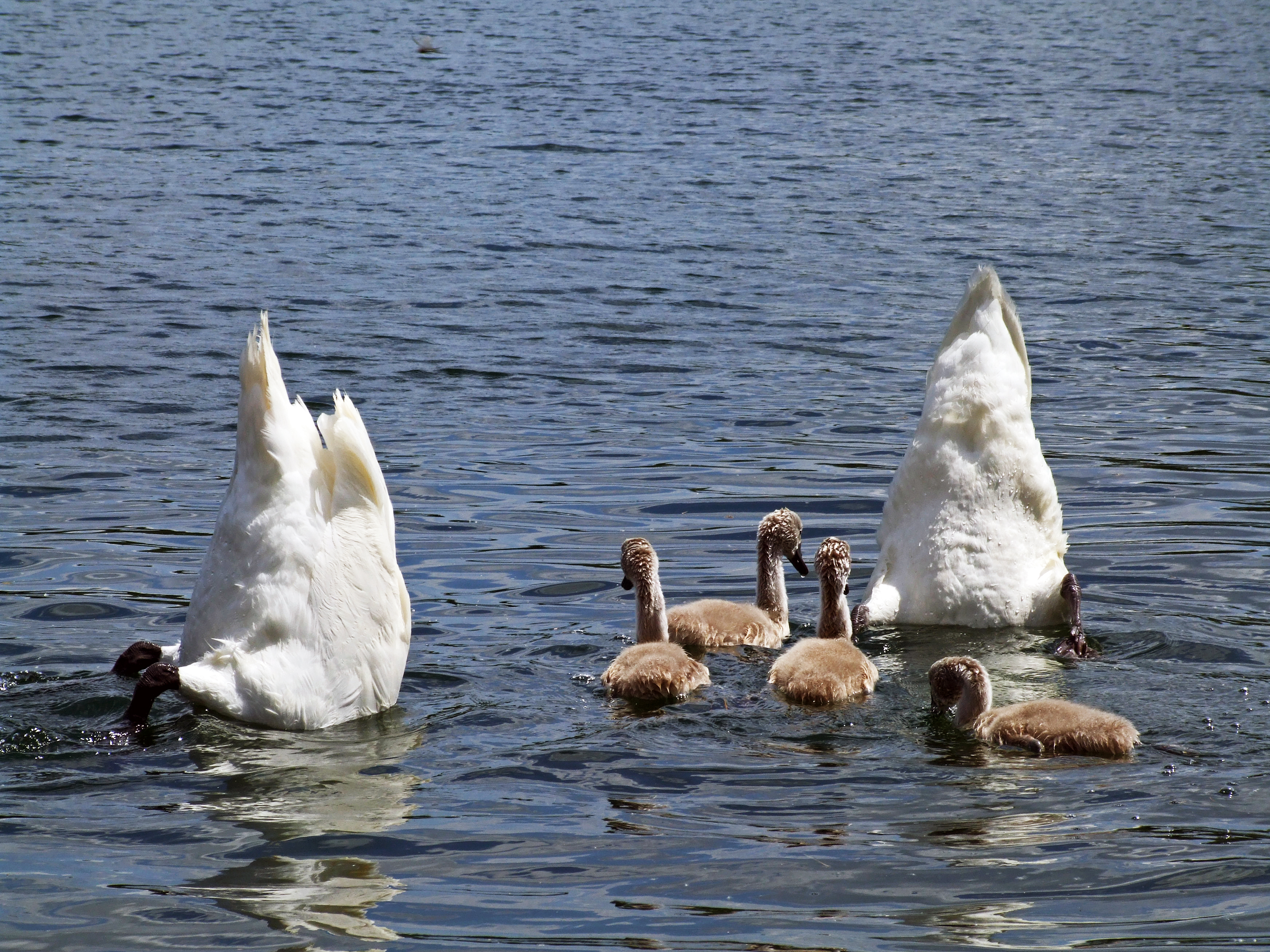
Schwanenpaar beim Gründeln im Sonnensee
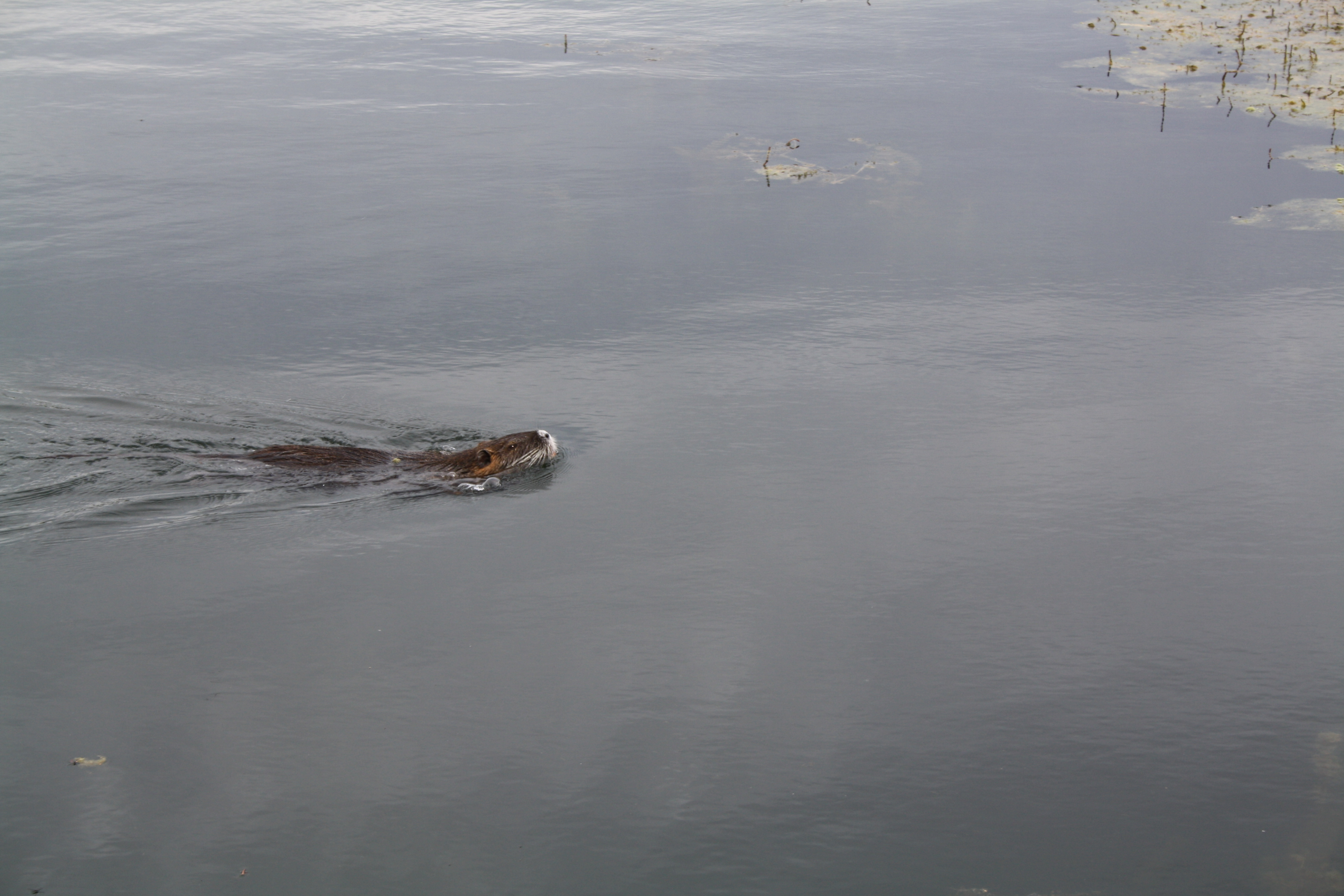
Nutria durchschwimmt den Sonnensee zu seiner Wasserweide.
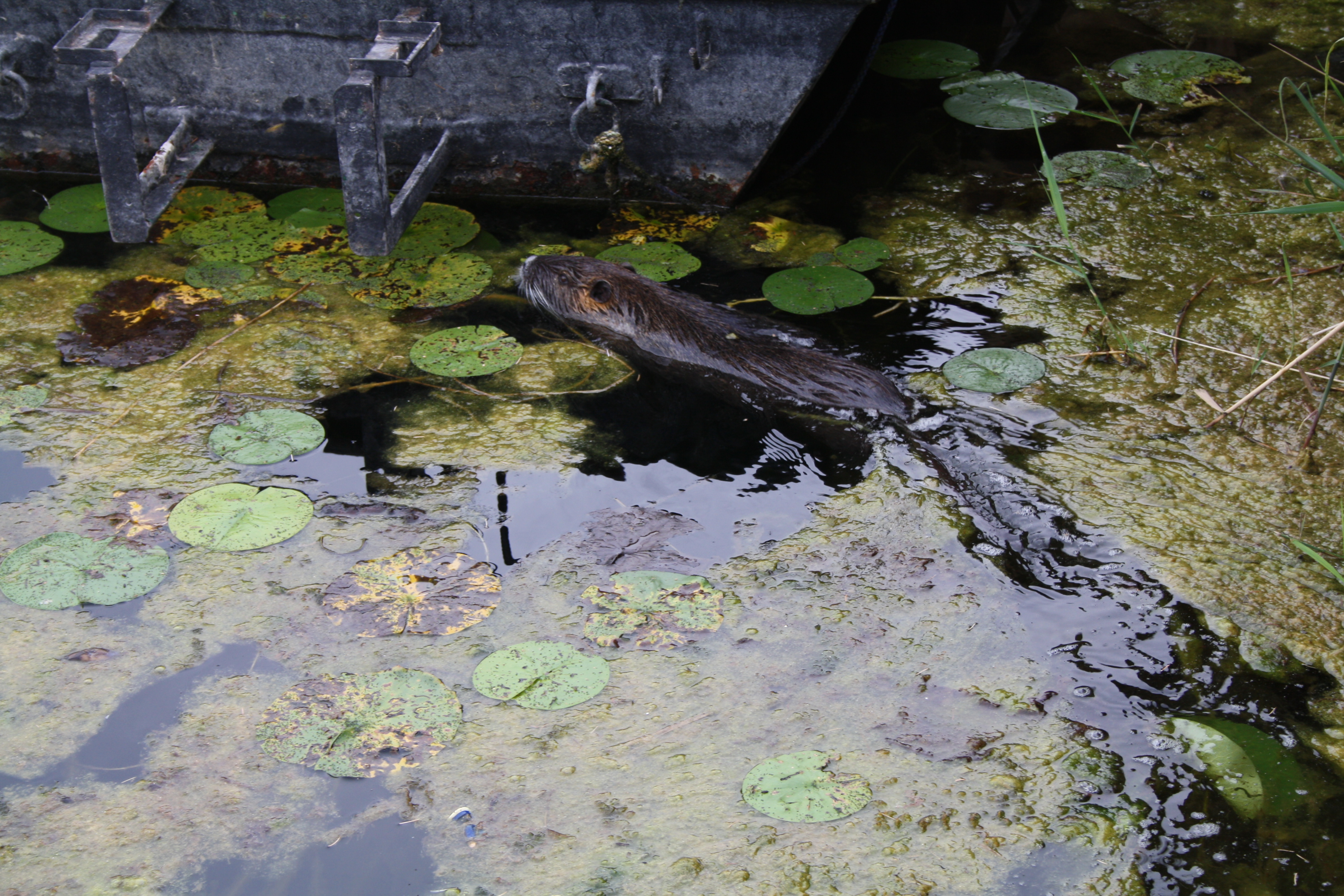
Nutria am Westufer des Sonnensees zwischen Algen, Seerosenblättern